# John Aniston
John Aniston (oprindeligt navn Yannis Anastassakis, født 24. juli 1933 i Chania på Kreta, død 11. november 2022) var en amerikansk skuespiller af græsk afstamning. Han var far til skuespilleren Jennifer Aniston. Han medvirkede i 2.889 afsnit af serien Horton-sagaen i løbet af 52 år.